# 保定容大足球俱乐部
保定容大足球俱乐部，简称保定容大，原名保定英利易通足球俱乐部，是一家位于中国河北省保定市的足球俱乐部，成立于2015年4月21日，目前参加中国足球甲级联赛。2017年7月1日，保定容大宣布退出中甲联赛。其后被中国足协调查，但在7月2日下午，容大董事长孟永强宣布“因个人原因辞去俱乐部董事长及董事职务”，随后，容大俱乐部宣布不再退出中甲联赛。2月13日，保定英利易通足球俱乐部投资人孟永强在其个人微博上发出通告，宣布俱乐部正式退出2020年中乙联赛，退出中国足球职业联赛。

## 历史

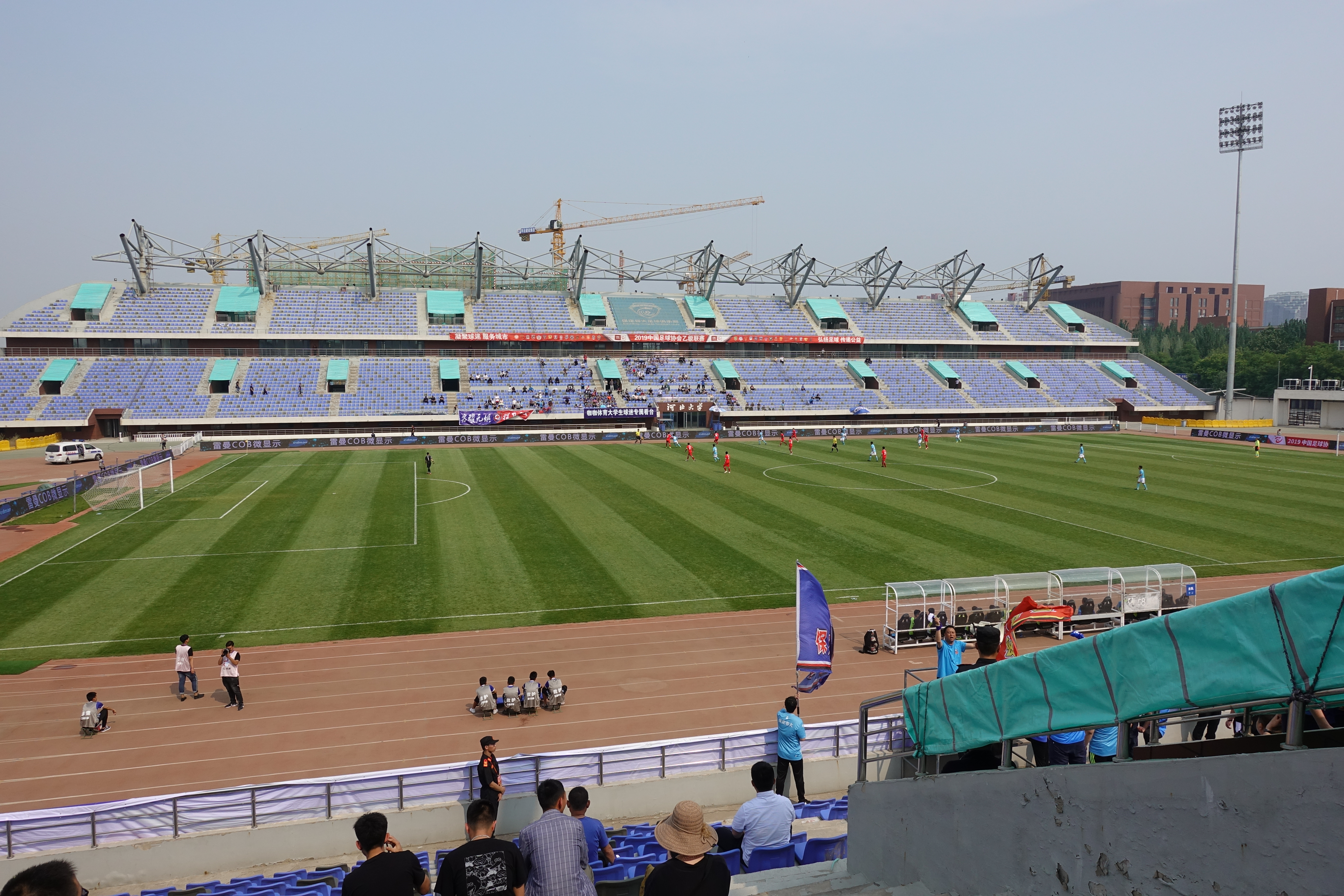
保定容大中乙联赛，河北大学体育场

保定英利易通足球俱乐部原本是一家业余足球俱乐部，参加中国足球协会举办的中国足球业余联赛。2014年，保定英利易通成为中国足球业余联赛总决赛的优胜球队，获得了参加来年中国足球乙级联赛的资格。然而，2015年春节前俱乐部决定放弃中乙联赛的参赛资格。保定当地的民营企业保定容大集团出资接手俱乐部，完成了报名、转会等工作，球队得以参加这一年的乙级联赛，成为保定史上第一支职业足球队。这个赛季，球队聘请保定籍退役足球运动员、足球教练范育红执教，球队班底为保定本地球员，另外引进了8名球员，主场设在保定外国语学校体育场。这个赛季球队在中乙预赛中获得5胜5平4负，以2个积分之差没有晋级全国总决赛，位列北区第五名。
2016年，保定容大继续参加乙级联赛，主场设在保定市人民体育场。球队从中超广州富力队买来李岩、文超、赵博，引进中超长春亚泰球员刘晓东、米田贺，从中超天津泰达队引进杜君鹏，还签下了张爽。球队聘请前中国国家足球队球员赵昌宏担任主教练。最终，保定顺利打入当年季后淘汰赛并并夺得亚军，冲甲成功。同年12月8日，俱乐部完成更名，由英利易通足球俱乐部改名为容大足球俱乐部。
2017年7月1日，保定容大宣布退出中甲联赛。其董事长孟永强（孟永立的弟弟）声称：“我们（保定容大）接触中国职业足球时间太短，我们玩不起职业足球，从现在开始，我正式宣布，退出中国职业足球，退出职业联赛，感谢大家。”随后，中国足协称已启动对此次事件的调查。7月2日下午，容大董事长孟永强宣布“因个人原因辞去俱乐部董事长及董事职务”，而俱乐部董事会在与各方沟通之后，也达成“不退出中甲联赛”的共识。7月5日，中国足协对该事件作出处罚，决定对保定容大俱乐部通报批评、被罚空场一轮，禁止孟永强进入足协所办比赛场馆24个月，同时对主教练邦弗雷雷作出停赛两场的处罚，并处罚款26万元人民币。事后有媒体报道称，当值主裁判黄翔在裁判室里被容大方面停电，随后10多名不明身份的人破门而入殴打了裁判。之后容大董事长孟永强回应了此事，坚称裁判并没有被殴打，容大方面当时还派出了安保人员对他们进行了保护，他还表示此事只能由公安机关来调查。
2020年2月13日，保定英利易通足球俱乐部投资人孟永强在其个人微博上发出通告，宣布俱乐部正式退出2020年中乙联赛，退出中国足球职业联赛。保定英利易通俱乐部在公告中写到，俱乐部2015年加入中国职业足球联赛，通过运营和借款共投资了5亿人民币。但受到金元足球横行以及足协政策不断调整的影响，俱乐部运营和融资能力已经不足以支撑俱乐部发展。同时，孟永强还发布了俱乐部关于解决球员、教练和工作人员工资奖金的情况声明，声明中表示，俱乐部未解决工资奖金900万元。目前经济大环境导致俱乐部资金紧张，因此决定退出中国足球职业联赛。

## 队徽
2015年，球队直接使用了保定容大集团孟氏芳邻酒店的标志作为队徽，此队徽呈“孟”字形，也像楼宇的形状。后来保定容大改用蓝白色的队徽，队徽主体为抽象的中国龙图案。2016赛季，保定容大启用新队徽，保留了蓝白色，将原来的抽象龙图案改为更具象的西方龙。

2015年最初使用的队徽
2015年后来使用的队徽
2016年启用的队徽
2017年启用的队徽